# Тимків Микола Петрович
Мико́ла Петро́вич Ти́мків (26 лютого 1909, Москалівка — 20 липня 1985, Косів) — народний майстер різьблення на дереві.

## Біографія
Народився в селі Москалівка (тепер у складі Косова). Навчався у Василя Девдюка. Творив декоративні тарілки, скриньки, меблі тощо, здоблені різьбленням, інкрустацією й інтарсією. Брав участь у зарубіжних виставках від 1930 року, у республіканських та всесоюзних — від 1948. Член Спілки художників УРСР. Проживав у Косові на вулиці Богдана Хмельницького, 75.
Участь у виставках
- Виставка в Москві 1979 року. Рахва, 1975, дерево, різьба, інкрустація, діаметр 13,2.[3]
- Республіканська виставка у квітні 1980 року. Тарілка, 1980, дерево, різьба, інкрустація, діаметр 30. Рахва, 1980, дерево, різьба, інкрустація, 15×8,5.[4]
- Республіканська виставка у лютому-березні 1981 року. Рахва, 1980, дерево, різьба, інкрустація, 14×5×8.[5]